# Rhagoletis zephyria
Rhagoletis zephyria
 es una especie de insecto del género Rhagoletis de la familia Tephritidae, orden Diptera. Snow la describió  en 1894.
Se encuentra en Europa donde es una plaga de los cerezos. Recientemente (2016) ha sido encontrada en Norteamérica.